# Феодора Гогенлоэ-Лангенбургская (1866—1932)
Феодора Виктория Альберта Гогенлоэ-Лангенбургская (нем. Feodora Viktoria Alberta zu Hohenlohe-Langenburg; 23 июля 1866, Лангенбург — 1 ноября 1932, Вальдлейнинген) — принцесса Гогенлоэ-Лангенбургская, в браке — княгиня Лейнингенская, супруга князя Эмиха.

## Биография
Феодора родилась 23 июля 1866 года в Лангенбурге. Она была третьим ребёнком и второй дочерью в семье князя Германа Гогенлоэ-Лангенбургского и его жены принцессы Леопольдины Баденской.
Незадолго до 28-летия принцесса вышла замуж за своего сверстника, наследного князя Эмиха Лейнингенского, который был сыном князя Эрнста Леопольда и Марии, принцессы Баденской, дочери великого герцога Баденского Леопольда и шведской принцессы Софии. Свадьба состоялась 12 июля 1894 в Лангенбурге.
У супругов родилось пятеро детей:

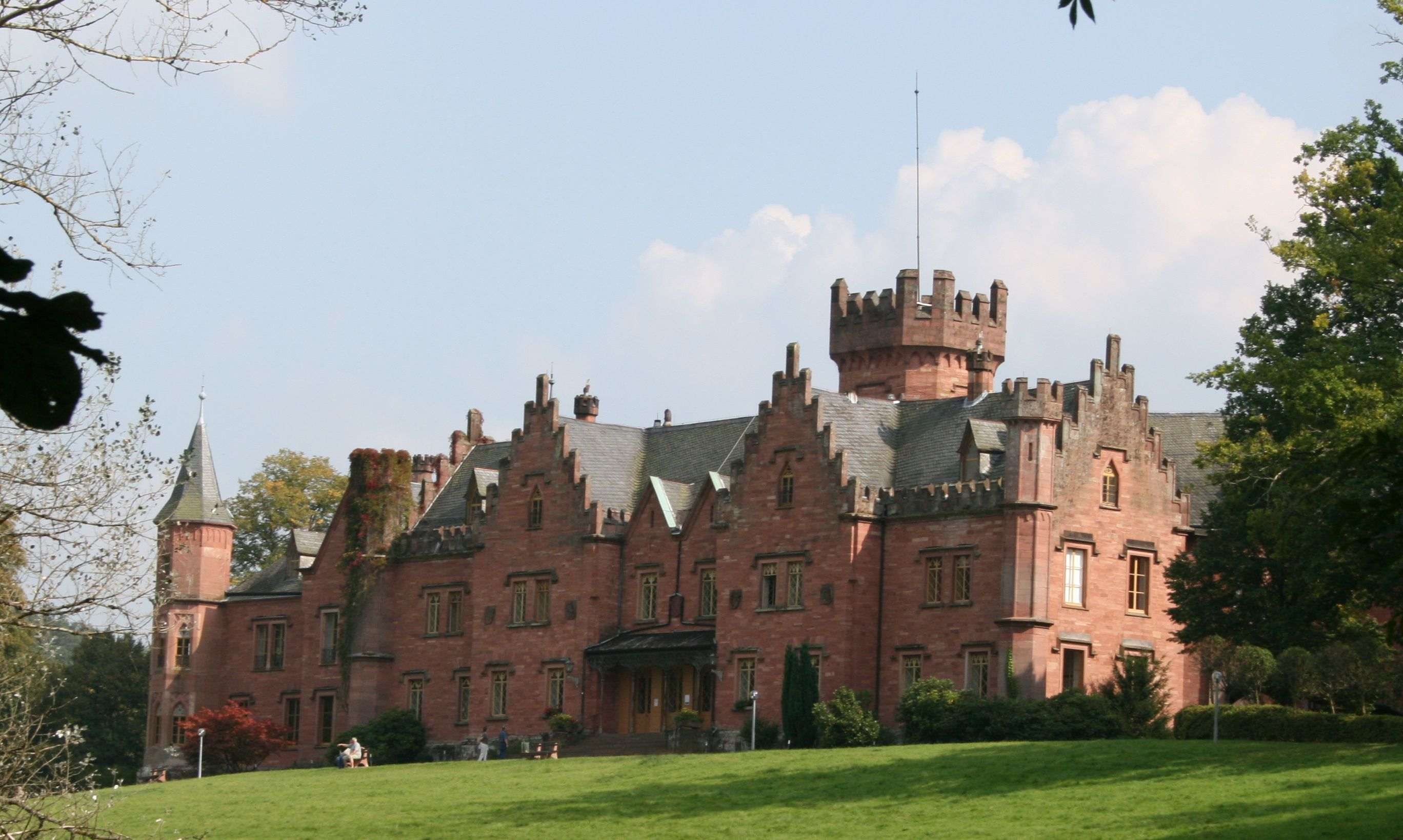
Замок Вайльдлейнинген.

- Виктория (1895—1973) — супруга графа Максимилиана Людвига цу Сольмс-Рёдельхайм, имела с ним единственного сына, который не оставил потомков;
- Эмих Эрнст (1896—1918) — наследник титула отца, погиб в Первой мировой войне;
- Карл III (1898—1946) — следующий князь Лейнинген, был женат на княжне императорской крови Марии Кирилловне, имели семерых детей, погиб в советском плену;
- Герман (1901—1971) — известный гонщик 1920—1930-х годов, был женат на графине Ирене Шонборн-Визентайд, детей не имел;
- Гессо (1903—1967) — был женат на графине Марии Луизе Нессельроде-Эресхофен, детей не имел.

Семья в основном проживала в замке Вайльдлейнинген. В 1904 году Эмих унаследовал от отца княжеский титул.
Феодора умерла в замке Вайльдлейнинген 1 ноября 1932 года в возрасте 66 лет. Эмих скончался спустя семь лет.